# アナトール・アブラガム

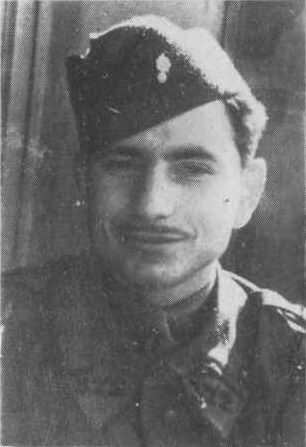
アナトール・アブラガム

アナトール・アブラガム（Anatole Abragam、1914年12月15日 - 2011年6月8日）はフランスの物理学者。核磁気共鳴の分野で業績をあげ、『Principles of Nuclear Magnetism (Oxford)』の著者である。
ロシア帝国領ラトビアで生まれたが家族とともにフランスに移る。ソルボンヌ大学で学ぶが第二次世界大戦の軍務の後、École Supérieure d'Électricité で学び、オクスフォード大学で学位をえる。
1960年から1985年の間、コレージュ・ド・フランスの教授である。アカデミー・デ・シアンス会員。

## 受賞
- 1982年 ローレンツメダル
- 1992年 マテウチ・メダル
- 1995年 ロモノーソフ金メダル

## 著作
- A. Abragam (1961). The Principles of Nuclear Magnetism. Clarendon Press. ISBN 9780198520146